# Aventura cutiei de carton
Aventura cutiei de carton (în engleză The Adventure of the Cardboard Box) este una dintre cele 56 povestiri scurte cu Sherlock Holmes ale lui Sir Arthur Conan Doyle și a doua povestire din volumul Memoriile lui Sherlock Holmes în majoritatea edițiior britanice ale canonului (respectiv a doua povestire în edițiile americane ale volumului Ultima reverență).
Povestirea a fost publicată în revista Strand Magazine din ianuarie 1893, cu ilustrații de Sidney Paget. Spre deosebire de celelalte 11 povestiri ale lui Conan Doyle apărute în Strand Magazine în perioada decembrie 1892 - decembrie 1893, "Aventura cutiei de carton" nu a fost inclusă în prima ediție britanică a volumului "Memoriile lui Sherlock Holmes" (în engleză The Memoirs of Sherlock Holmes) editat în 1894 de George Newnes Ltd din Anglia. Prima ediție americană a volumului a inclus această povestire, dar a fost foarte repede retrasă și înlocuită cu o ediție revizuită care a omis-o. Edițiile americane ulterioare au exclus-o. Unele ediții americane ulterioare au inclus "Aventura cutiei de carton" în volumul Ultima reverență (în engleză His Last Bow).  

## Rezumat

### Misterul inițial

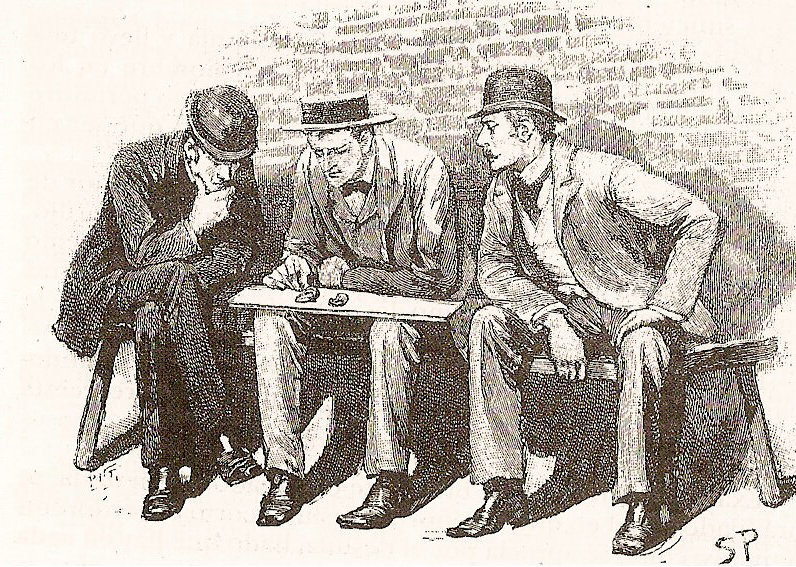
Holmes examinând urechile.

O mare agitație are loc în districtul londonez Croydon când o femeie celibatară de 50 de ani, Susan Cushing, a primit prin poștă o cutie de carton în care se aflau două urechi omenești retezate și puse în sare grunjoasă. Inspectorul Lestrade de la Scotland Yard, neobosit, dar lipsit de imaginație, îl contactează pe Sherlock Holmes pentru a-l ajuta să rezolve acest mister straniu. 
Susan Cushing este șocată de acest cadou anonim și nu înțelege cine a putut să-i trimită aceasta și din ce motiv. Ea bănuiește că ar fi vorba de o farsă organizată de trei studenți la medicină, care i-au fost chiriași și pe care domnișoara Cushing a fost forțată să-i evacueze din casă, din cauza faptului că erau gălăgioși. Coletul fusese trimis din Belfast în dimineața precedentă; unul dintre studenți era originar din nordul Irlandei.

### Rezolvare
Holmes și Watson se deplasează la Croydon și se întâlnesc cu Lestrade. Examinând urechile, Holmes remarcă faptul că acestea nu aparțin aceleiași persoane, una provenind de la o femeie și alta de la un bărbat. El este convins că au de-a face cu o crimă gravă. Holmes subliniază faptul că dacă urechile ar fi provenit dintr-un laborator de disecție de unde ar fi putut fi luate de un student la medicină, ele ar fi trebuit să fie conservate în fenol sau în alcool și nu în sare grunjoasă, iar tăietura ar fi fost făcută cu un instrument de precizie și nu cu un instrument tocit.
De asemenea, adresa în sine, scrisă dezordonat și cu corectură de ortografie, sugerează o anumită lipsă de familiaritate cu districtul Croydon. Chiar și nodul legăturii de sfoară a pachetului îi sugerează lui Holmes că expeditorul coletului este un bărbat care lucrează ca marinar.
Se dovedește a fi destul de un caz elementar pentru Holmes, iar detectivul îi cere Lestrade să nu-i menționeze numele în legătură cu acest caz. Holmes adresează câteva întrebări simple domnișoarei Cushing, aflând că aceasta are două surori: Sarah și Mary. Mary este căsătorită cu un marinar pe nume Jim Browner. Sarah este și ea celibatară și locuise până în urmă cu puțină vreme cu Susan la Croydon. Holmes înțelege că pachetul, adresat pe numele lui « S. Cushing », era destinat de fapt lui Sarah Cushing și nu lui Susan. Expeditorul pachetului nu era la curent cu faptul că Sarah se mutase de la Croydon. Detectiv ul constată că urechea feminină din pachet seamănă mult cu cea a lui Susan Cushing. 
Holmes află de la Susan că sora sa, Sarah, era certată cu Jim Browner, soțul lui Mary, care se apucase de băut. Analiza pachetului (nodul mărinăresc, scrisul neglijent ș.a.) îl determină pe Holmes să creadă că acesta fusese expediat de un marinar. Detectivul trimite o telegramă la Liverpool, unde locuia familia Browner, și află că marinarul plecase cu vasul "May Day", iar casa era închisă de trei zile. El se duce să o viziteze pe Sarah Cushing la Wallington, dar află că aceasta este foarte bolnavă, suferind de grave probleme cerebrale. Holmes este aproape sigur că Jim Browner a trimis pachetul pentru Sarah și îl atenționează pe Lestrade să-l aresteze pe Browner.
Detectivul îi explică lui Watson că urechile îi aparțin probabil lui Mary Browner și amantului ei. Jim Browner, un om pasional, mai ales când era beat, i-a ucis pe cei doi și a vrut să o îngrozească pe cumnata sa, cu care se certase, trimițându-i câte o ureche de la cei doi adulteri. Aflând că sora sa a primit un pachet cu două urechi înăuntru, Sarah a suferit probabil un atac cerebral.

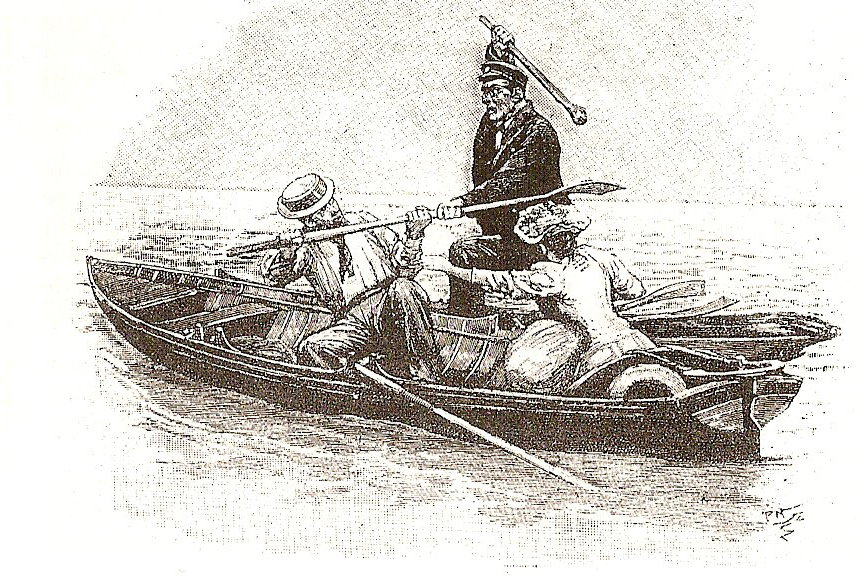
Jim Browner își ucide soția și pe amantul acesteia.

Câteva zile mai târziu, Lestrade îl informează pe Holmes că l-a arestat pe Jim Browner, imediat ce vaporul său a acostat la Londra. Marinarul își povestește viața sa fericită cu Mary până când Sarah a intrat în casa lor cu gândul de a le strica mariajul. Ea a început să-i facă avansuri lui Browner, dar acesta a refuzat. Jignită de acest refuz, Sarah a început să o convingă pe Mary că soțul său nu era demn de încrederea sa. Treptat, atitudinea lui Mary față de Jim începe să se schimbe, el devenindu-i indiferent. Neglijat, soțul începe să bea și să se poarte violent, ceea ce duce la înrăutățirea relației sale cu Mary. 
Sarah a adus în casa familiei Browner pe un anume Alec Fairbairn, un om plăcut care a început să-i viziteze destul de des și să petreacă din ce în ce mai mult timp cu Mary. Browner i-a spus lui Sarah că nu vrea ca Fairbairn să-i mai calce niciodată pragul, amenințând-o în caz contrar că-i va trimite o ureche de-a lui ca amintire. Sarah a părăsit atunci casa soților Browner și s-a întors la Londra. După scurtă vreme, Jim Browner a plecat cu vaporul în cursă, dar acesta s-a întors în port pentru repararea unor defecțiuni la încărcătură. Pe drumul spre casă, pe lângă Browner a trecut o birjă în care se afla Mary în compania lui Fairbairn. Nebun de furie, marinarul i-a urmărit. Cei doi amanți au luat un tren către New Brighton, unde au închiriat o barcă pentru a se plimba pe mare. Browner a închiriat și el o barcă și i-a ajuns din urmă cam la o milă de țărm. Profitând de faptul că era o ceață groasă, Browner i-a ucis pe cei doi amanți, lovindu-i cu bastonul în cap, apoi le-a tăiat urechile. El i-a legat pe cei doi de barcă, apoi a scos o scândură de la barcă și a scufundat-o. 
Fiind convins de faptul că toată nenorocirea din viața sa a fost cauzată de Sarah, el a decis să-i trimită acesteia câte o ureche a fiecăruia din cei doi amanți, pentru a-i arăta ce consecințe au avut actele ei rele asupra lui. Belfast a fost primul port în care a acostat după plecarea în cursă și de acolo a trimis pachetul. El a fost arestat după ce vasul său a sosit la Londra. El a avut permanent coșmaruri de atunci, spunând că cei doi îl omoară lent, el simțind că va înnebuni sau că se va sinucide.

## Personaje
- Sherlock Holmes
- doctorul Watson
- Inspectorul Lestrade - inspector la Scotland Yard
- Susan Cushing - celibatară din Croydon
- Sarah Cushing - sora mai mică a lui Susan Cushing
- Mary Browner (născută Cushing) - sora cea mai tânără a lui Susan Cushing
- Jim Browner - marinar, soțul lui Mary Cushing
- Alec Fairbairn - marinar, amantul lui Mary Browner

## Locul povestirii în colecții
Povestirea a fost publicată în revista Strand Magazine din ianuarie 1893, cu ilustrații de Sidney Paget. Spre deosebire de celelalte 11 povestiri ale lui Conan Doyle apărute în Strand Magazine în perioada decembrie 1892 - decembrie 1893, "Aventura cutiei de carton" nu a fost inclusă în prima ediție britanică a volumului "Memoriile lui Sherlock Holmes" (în engleză The Memoirs of Sherlock Holmes) editat în 1894 de George Newnes Ltd din Anglia. Prima ediție americană a volumului a inclus această povestire, dar a fost foarte repede retrasă din cauza subiectului său controversat și înlocuită cu o ediție revizuită care a omis-o. Edițiile americane ulterioare au exclus-o. Unele ediții americane ulterioare au inclus "Aventura cutiei de carton" în volumul Ultima reverență (în engleză His Last Bow).  
Motivul care stă la baza acestei omisiuni este neclar. În Marea Britanie, povestirea a fost scoasă aparent la cererea lui Doyle deoarece includea o referire la adulter și nu era recomandată pentru tinerii cititori. Aceasta ar putea fi cauza eliminării sale rapide din ediția americană și unele surse presupun că editorul a crezut că povestirea era prea scandaloasă pentru publicul american.
Ca urmare, această povestire nu a fost republicată în SUA timp de mai mulți ani, fiind ulterior inclusă în volumul "Ultima reverență". Chiar și astăzi, mulți editori americani ai canonului holmesian o includ în "Ultima reverență", în timp ce majoritatea edițiilor britanice păstrează povestirea la locul ei inițial din "Memoriile lui Sherlock Holmes".
În plus, când povestirea a fost scoasă din Memorii, paginile ei de la început, în care Holmes îl imită pe Auguste Dupin, au fost transferate la începutul povestirii "Pacientul rezident". În unele ediții americane ulterioare ale Memoriilor, în care se omite "Aventura cutiei de carton", acest transfer continuă să apară.
Acest pasaj de la început îl dezvăluie pe dr. Watson a fi un admirator pasionat al lui Henry Ward Beecher, al cărui portret îl păstrează la el acasă. Pasajul pare să aibă puțin de-a face cu misterul, fiind destinat în principal pentru a-i permite lui Holmes să atingă un nou vârf al puterilor sale deductive, el citind practic gândurile lui Watson. Cu toate acestea, ar putea fi considerat o aluzie adusă de Doyle unui cititor atent - deoarece Beecher a fost implicat într-un celebru proces de adulter, care ar fi ajuns ușor la mintea unui cititor de la momentul publicării.
Descrierea trucului lui Holmes cu privire la citirea gândurilor a fost de la "Jaluzelele noastre erau pe jumătate trase, iar Holmes stătea întins pe canapea..." până la "Nu ți-aș fi atras atenția cu asta dacă n-ai fi fost oarecum neîncrezător deaunăzi.".

## Adaptări teatrale și cinematografice
Această povestire a servit ca sursă de inspirație pentru al 44-lea film cu Sherlock Holmes (filmat în 1923) din seria de filme mute cu Eille Norwood.
Povestirea a fost adaptată ulterior într-un episod din 1994 al serialului TV Memoriile lui Sherlock Holmes (produs de Granada TV) cu Jeremy Brett în rolul lui Holmes și Edward Hardwicke în rolul dr. Watson.  Adaptarea este destul de fidelă textului original, cu unele modificări minore: în povestire Browner și-a ucis soția și amantul pe mare în timp ce în adaptarea TV el i-a ucis în apropierea unui lac; în episodul filmului de televiziune acțiunea se desfășoară în perioada Crăciunului în mijlocul unei ierni reci și cu zăpadă, în timp ce povestirea originală a avut loc într-o vară fierbinte ("... o zi caniculară de august. Baker Street era ca un cuptor"). Fiind foarte bolnav în acel timp și aproape de sfârșitul activității sale de interpret al celebrului detectiv, Brett oferă totuși o performanță concentrată și remarcabilă. Aceasta a fost ultimul episod difuzat la televiziune la 11 aprilie 1994.
La finalul episodului, Holmes ține un discurs elocvent cu privire la sfârșitul mortal al "acestui cerc de nefericire, violență și frică", punând o altă întrebare:
"Ce sens au toate astea, Watson?" a întrebat Holmes solemn. "Cărui scop servește tot lanțul ăsta de nefericire, de violență și de frică? El trebuie să aibă un sfârșit, altfel universul nostru nu are nici un sens, ceea ce este de neconceput. Dar spre care sfârșit? Aceasta este marea problemă a omenirii, la care rațiunea nu are până în prezent nici un răspuns."

## Traduceri în limba română
- Aventura cutiei de carton - în volumul "Aventurile lui Sherlock Holmes. Vol IV" (Colecția Adevărul, București, 2010) - traducere de Emilia Oanță
- Aventura cutiei de carton - în volumul "Aventurile lui Sherlock Holmes. Vol IV" (Colecția Adevărul, București, 2011) - traducere de Emilia Oanță